# InCanto tra pianoforte e voce
InCanto tra pianoforte e voce è il settimo album dal vivo del cantautore italiano Claudio Baglioni, pubblicato nel 2001 dalla Cosa edizioni Srl e dalla Pick-Up Produzioni.
Documenta il fortunato tour InCanto composto da oltre sessanta date nei più importanti teatri lirici italiani, dove l'artista si esibisce solamente con un pianoforte a coda, è la prima volta nella storia che la musica pop arriva nei teatri di tradizione.

## Descrizione
Il disco inizialmente era acquistabile solamente tramite lo store online del cantautore in formato MP3, l'operazione è una trovata di marketing senza precedenti in Italia, è la prima volta che un artista distribuisce un album in un negozio non fisico, anche grazie a questa operazione nel 2001 si aggiudica il premio "Internet Winner" per il maggior numero di contatti al suo sito web nell'ultimo anno, oltre 17 milioni. L'album verrà poi commercializzato in compact disc nel 2002.
Il titolo del disco spezza l'abitudine (non si sa se fosse stata voluta) dei precedenti album dal vivo (compresa la raccolta A-Live), di intitolarli con la A iniziale.

## Tracce
- Testi e musiche di Claudio Baglioni.
- Musiche di Claudio Baglioni e Antonio Coggio(*).
- Testi di Claudio Baglioni e Trilussa(°)

CD 1
1. Acqua dalla Luna
2. Tamburi lontani
3. Fotografie
4. Amori in corso
5. Quante volte
6. Fammi andar via
7. Opere e omissioni
8. Il sole e la Luna*
9. Solo
10. Mille giorni di te e di me
11. Stelle di stelle
12. Pace

CD 2
1. Tutto il calcio minuto per minuto
2. Nel sole nel sale nel Sud
3. Un po' di più
4. Uomini persi
5. Vivi
6. Ninna nanna nanna ninna°
7. Ti amo ancora
8. Lacrime di marzo*
9. A Clà
10. Signora delle ore scure
11. Ragazze dell'Est
12. Fratello sole sorella luna*

CD 3
1. Le vie dei colori
2. Il pivot
3. Quanto tempo ho
4. E adesso la pubblicità
5. Buona fortuna
6. Ora che ho te
7. I vecchi
8. Stai su
9. Reginella
10. Avrai
11. Notte di Natale*
12. Con tutto l'amore che posso*

## Formazione
- Claudio Baglioni - voce, pianoforte, arrangiamento